# Церковь Святого Духа (Белосток)
Церковь Святого Духа (пол. Cerkiew Świętego Ducha) — православный храм Белостокской и Гданьской епархии Польской православной церкви в городе Белостоке. Крупнейшая православная церковь в Польше. Адрес: ул. Антонюк Фабричный 13.
Проект храма разработан Яном Кабацом. Строительство велось с 1980-х годов. Освящение храма состоялось в 1999 году. Это однонефная пятикупольная постройка, с двумя алтарями. Фрески в храме написаны группой иконописцев из Донецка под руководством Владимира Теличко.

## История

### Строительство церкви

#### Предыстория
Начиная с 70-х годов XX века православная Белостокская епархия пыталась получить разрешение на строительство новой церкви в Белостоке, указывая на то, что уже существующих церквей не хватало на потребности растущего числа верующих, прибывающих в город из сельской местности. Однако просьбы архиепископа Белостокского Никанора, а также настоятеля прихода св. Николая, о. Серафима Железняковича, были отклонены воеводским управлением последовательно в ноябре 1972 года, марте 1974, декабре 1976, декабре 1977 и мае 1980 года. Усилия по строительству нового храма продолжал с 1981 года новый епископ Белостокский Савва. Как вспоминал владыка, он потребовал от властей определения места для церкви, заявив, что в противном случае начнет просить о возвращении участка на ул. Сенкевича, где находился ранее собор Воскресения Христова (снесён в ходе Ревиндикции), где было построено здание управления полиции. В феврале 1981 года епископ Савва получил информацию о том, что возведение церкви было включено в план сакрального и церковного строительства на следующий год. Однако, новая церковь не должна была иметь статуса прихода, а должна быть филиалом кафедрального собора.
Вместе с о. Железняковичем и архитектором Яном Кабацем, епископ Савва принялся за поиск наиболее подходящего места для нового храма. В декабре 1981 года был приобретён земельный участок на ул. Антонюк-Фабрычны. Поскольку оказалось, что на его территории живут люди, приход оплатил для них новое жильё. На первом этапе работ, строительство не было хорошо принято местными жителями. Они направили белостокскому воеводе жалобу, в которой говорилось, что православная церковь «станет причиной чрезмерного шума» и будет создавать ненужную путаницу. Уже в ходе строительства, незаконченная постройка была три раза подожжена.
Краеугольный камень освятил епископ Белостокский и Гданьский Савва 1 августа 1982 года. Он также поручил обязанности надзора над строительством о. Серафиму Железняковичу. Во время строительных работ в непосредственной близости от будущего храма действовала временная часовня. Ещё перед положением краеугольного камня епископ Савва получил согласие местных властей на то, чтобы новая церковь стала приходским храмом, а не только филиалом. Приход был основан 16 июня 1982 года и объединил православных жителей микрорайонов Антонюк, Бялосточек, Дзесенцины, Сады-Антонюковске, Пшиязнь, Высоки-Сточек, Марчук и Слонечны-Сток. Учитывая количество верующих, населяющих эту территорию, планировалось возвести церковь больших размеров.

#### Проекты храма
Для строителей церкви Святого Духа важным было, чтобы храм мог вместить как можно больше верующих. Существовало несколько проектов здания. Первый предусматривал восстановление на новом месте собора Воскресения Христова, построенного во времена Российской империи и снесённого в ходе Ревиндикции. Другая концепция предусматривала постройку храма в духе традиционной русской архитектуры. В конечном итоге, епископ Савва сделал свой выбор между проектом архитектора Кузьменко, который признал хорошим, но недостаточно вместительным, и проектом Яна Кабаца, в пользу последнего. Кабац спроектировал монументальное здание, напоминающее формой огненные языки, сшедшие на апостолов во время Сошествия Святого Духа.

#### Строительство церкви
Уже после начала строительства церкви оказалось, что собранные средства и строительные материалы являются недостаточными. Об их приобретении особенно заботился о. Ежи Боречко, первый настоятель прихода Святого Духа. Руководителем строительства был Александр Литвиненко. Верующие лично участвовали в строительстве, добровольно принимая на себя выполнение различных работ. В процессе работы архитектор Ян Кабац разработал проекты ограды, приходского дома, колодца для святой воды, а также церковного сада. На Рождество (по юлианскому календарю) 1988 года начались богослужения в нижней церкви, расположенной в подвале строящегося храма. До завершения работы над главным зданием в нижней церкви проходили все богослужения, затем она использовалась для похоронных обрядов, праздников, попадающих на будний день, и для воскресных литургий на польском языке.

### Освящение
Храм был освящён 16 мая 1999 года, в престольный праздник. В церемонии приняли участие митрополит Варшавский и всей Польши Савва, епископы Люблинский и Хелмский Авель, Белостокский и Гданьский Иаков, Бельский Григорий и епископ Гродненский и Волковысский Артемий (Белорусский Экзархат Московского Патриархата).

### Дальнейшие работы в церкви
Через четыре года после освящения храма в нём начались работы над написанием фресок. О. Ежи Боречко лично выбрал для этого группу иконописцев из Донецка под руководством Владимира Теличко. В 2000 году было установлено паникадило. Десять лет спустя был проведён капитальный ремонт нижней церкви, после чего она снова была освящена. Церемонию возглавил архиепископ Белостокский и Гданьский Иаков.
Церковная колокольня была построена в 2006—2012 годах. Её проект разработали Ян Кабац и Николай Малеша, а работу выполнили Влодзимеж Троц и Михаил Хомчик.

## Архитектура

### Форма здания
Вся архитектурная концепция церкви основана на символике Сошествия Святого Духа. Стены и купола имеют форму языков пламени. Храм имеет пять куполов, которые символизируют Иисуса Христа и четырёх евангелистов. Неф площадью более 800 квадратных метров имеет в плане восьмиугольник. С восточной стороны находится алтарное помещение, разделенное на часть с главным алтарём и часть с боковым алтарём (его покровителем является святой Савва). Главный неф также соединяется с помещением, предназначенным для крещений, ризницей и хорами.

### Колокольня

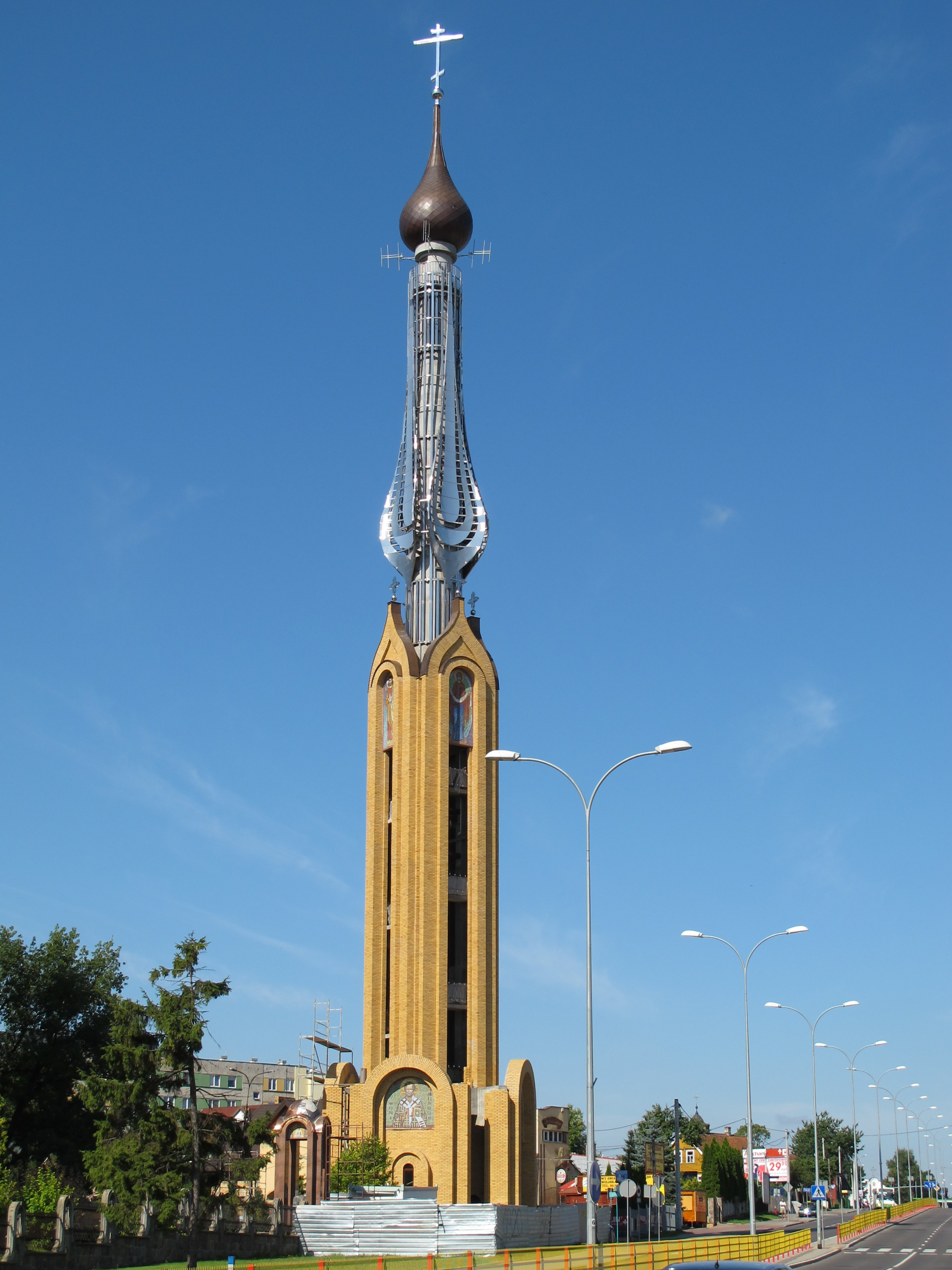
Колокольня

Колокольня расположена в близости от храма и выполняет одновременно функцию входных ворот на церковный двор. Построена на плане квадрата со стороной 12 метров. Высота башни составляет 70 метров. В колокольне есть десять колоколов — четыре отлиты в Нидерландах, шесть в Венгрове. Было создано четыре мелодии, воспроизведение которых выполняется автоматически, их автором является Владимир Петровский из Архангельска. Колокола значительно отличаются весом — самый большой весит 800 кг, самый легкий — 18 кг. На колокольне установлена антенна Radio Orthodoxia.
Здание украшают мотивы греческих крестов и мозаики. В верхнем ряду — это композиции с изображением Христа с открытым и закрытым Евангелием, Матери Божией и покрова Божией Матери. Ниже находится мозаичные иконы евангелистов и образы Спаса Нерукотворного, святого Георгия, святого Николая Чудотворца и Ченстоховской иконы Божией Матери. Авторами мозаик являются иконописцы из Донецка, а их общая площадь составляет 60 квадратных метров.

### Интерьер

#### Верхняя церковь

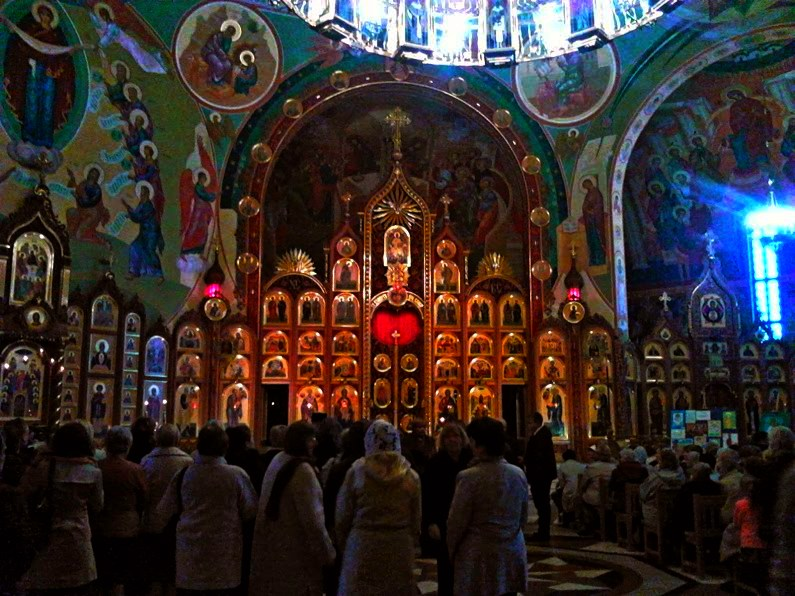
Интерьер храма

##### Иконостас
Автором проекта иконостаса также является Ян Кабац; первичный проект Виктора Шепета был отклонён. Внешний вид иконостаса напоминает форму церковных куполов.
Иконостас создавался в течение десяти лет — 4-5 лет длилось выдерживание и сушка дубового дерева. При резьбе работали четыре художника из Минска и четыре из Почаева. Пространство между изображениями святых было заполнено мотивами растений, виноградных лоз, а также крестов и розочек. Иконы для иконостаса — в общей сложности 260 — написали Виктор Довнар и Александр Лось.

##### Фрески

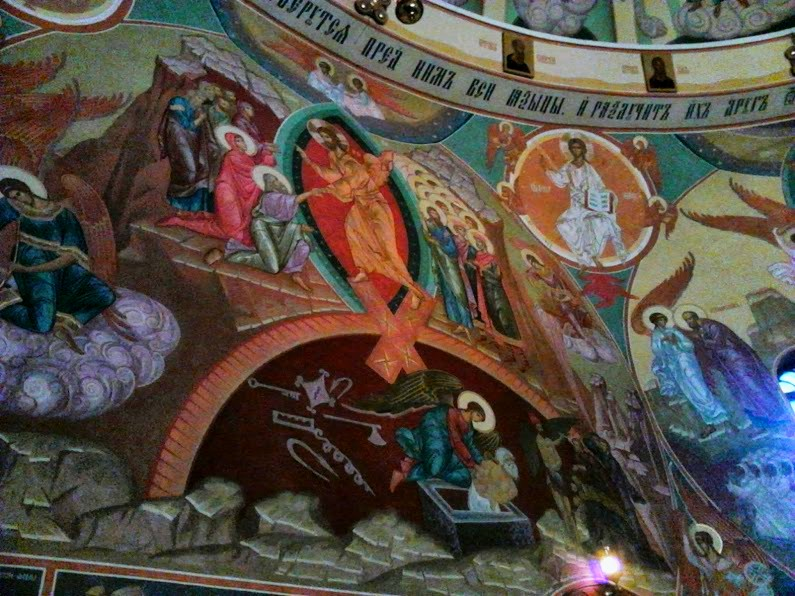
Фреска «Сошествие Христа в ад» на северной стене церкви

Стены церкви покрыты фресками общей площадью 6500 квадратных метров. В главном куполе, в верхней части, выполнена надпись: «Свят, Свят, Свят Господь Саваоф, исполнь Небо и земля славы Твоея». Ниже представлен ряд херувимов и серафимов. Ниже окон в куполе нарисованы фигуры архангелов, а под ними находится цитата из 148 Псалма «Хвалите Господа с небес, хвалите Его в вышних. Хвалите Его, вси Ангели Его, хвалите Его, вся силы Его.». В алтарном помещении находится фреска Евхаристия , а также сцена воскрешения Лазаря. В нижнем ряду фресок выделяется фигура Христа в священнических одеждах и митре, в окружении евангелистов и апостолов, стоящих на облаках. В западной части купола находится ещё один образ Христа — Судьи, прибывающего в день Страшного Суда. На хорах расположены иконы пророков, до которых так же, как и для апостолов доходят, стекающей с купола языки огня.

##### Паникадило
В церкви находится паникадило с общим размахом в шесть метров, весом 1200 кг, состоящее из двух частей, из которых верхняя находится в самом куполе, а нижняя — на высоте 9 метров от пола. Паникадило поддерживают 24 веревки, символизирующие, сходящего на землю Святого Духа. Между свечами есть прямоугольные витражи с изображениями апостолов и святых. Паникадило было создано в мастерской в Минске.

### Нижняя церковь
В подвале церкви Святого Духа размещена нижняя церковь в честь иконы Божией Матери «Нечаянная Радость». В ней находится двухрядный иконостас, с шестью иконами в нижнем ряду и четырьмя праздничными иконами в верхнем ряду; над царскими вратами находится изображение Тайной Вечери и надпись: «приимите, ядите: сие есть Тело Мое». Стены нижней церкви украшают фрески; на потолке находится изображение Божьей Матери, основанное на иконе «Знамение».